# (12410) Donald Duck
(12410) Donald Duck ist ein Asteroid des Hauptgürtels, der am 26. September 1995 von den Amateurastronomen Piero Sicoli und Pierangelo Ghezzi am Osservatorio Astronomico Sormano (Sternwarten-Code 587) nahe der Ortschaft Sormano in der Provinz Como entdeckt wurde.
Der Asteroid wurde am 23. September 2010 nach der aus dem US-amerikanischen Disney-Studio stammenden Comicfigur Donald Duck benannt.